# ビショップスコートの海戦
ビショップスコートの海戦（ビショップスコートのかいせん、英語: Battle of Bishops Court）は、七年戦争中の1760年2月28日、イギリス船3隻とフランス船3隻の間の戦闘。
有名な指揮官フランソワ・テュロー率いるフランス艦隊はその日の朝9時、マン島とアイルランド海岸の間のアイリッシュ海で戦いを挑まれた。激戦の後、テュロー軍は屈服させられ、マストを折られ、沈没しかけた。テュロー自身は心臓を撃ち抜かれ戦死した。イギリスはフランス船3隻を全て拿捕して完勝した。

## 背景
1760年2月21日から2月26日までの間、フランスの私掠船長フランソワ・テュロー率いるマレシャル・ド・ベライル、テルプシコール、ブロンドの3隻がアイルランド沖に集結した。彼らはフランス軍600人を上陸させ、キャリクファーガスの少数の駐留軍を撃破して城を占領した。テュローは町を5日間占領したが、ストロード率いる民兵隊が迫っていた上にイギリス海軍が沖に現れたことからテュローは撤退した。
テュローの位置がわかると、イギリスは行動した。前年の秋にテュローの計画を知り、守備を強化していたリヴァプール港はさらに援軍を呼び、ポーツマスとプリマスからの艦艇がリヴァプールへ向かった。1月、マイケル・クレメンス艦長のパラスとロジー艦長のブリリアントはアイリッシュ海で守備軍と合流する命令を受け、キンセール港で待機していた。2月24日に警報を受けたことで艦隊は数時間内でジョン・エリオット艦長のアイオロスとともに出港した。艦隊は2月26日にダブリンを通過したが、悪天候によりベルファスト湖に進入できず、テュローに逃げられた。

## 戦闘
2月27日から28日にかけての夜、カンバーランドのホワイトヘヴンがテュローの次の目標という噂を聞くと、イギリス艦隊は南東へ向かい、スコットランド南部のギャロウェイ岬を迂回しようとした。艦隊はそこでルース湾の入り口で錨を降ろしていたフランスのフリゲートを見つけたが、フランス艦隊はルース湾に追い込まれないようさらに南東のマン島へ向かった。エリオットのアイオロス艦は日の出の頃にマレシャル・ド・ベライルに追いつき、ギャロウェイ岬とマン島のジャービー・ヘッドが見える海域で戦闘を開始した。
舷側砲射撃の後、テュローはアイオロスに引っ掛けて乗船攻撃を仕掛けようとしたが、イギリスの小口径砲撃で多くの人員とバウスピリットが失われる結果となった。続いてアイオロスが舷側砲を射撃した後に下がって、パラスとブリリアントがベライルに向かって砲撃した。
アイオロスはここで戦いに復帰した。テュローはすでに腕を一本失っていたが、部下の降伏の提言を拒否して戦い続けた。さらにアイオロスからの砲撃でベライルが浸水しはじめていることを知ると、「構わない、続こう。」と答えたが、直後に1発のぶどう弾が彼の心臓を貫通した。アイオロスにいるフォーブス大尉はベライルの人員が不足していた上にひどく混乱していたところを見ると、25人とともに乗船してその旗を降ろした（降伏させたという意味合い）。
一方、パラスとブリリアントは残りのフランス船2隻と対峙した。デッソーオーデ大佐率いるテルプシコールは逃げようとしたがパラスに追いつかれ拿捕された。続いてブリリアントがラ・ケイス大佐率いる36門砲のブロンドを拿捕して船上の400人を捕虜にした。
戦いの最中、テュローの死体は他の数多くの死体とともに海中に投げ込まれたが、イギリスに回収された。こうしてこの戦闘はエリオットの完勝に終わった。

## その後

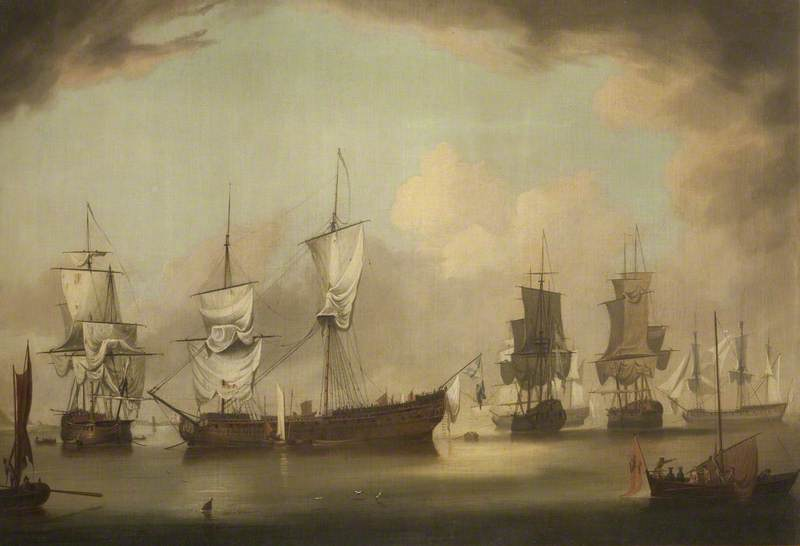
戦闘後のラムジー湾、リチャード・ライト作

フリゲート3隻の喪失のほか、フランスは死傷者を数多く出した。多くの兵士を含む300人の死傷者のほか1,000人が捕虜になった。エリオットはフランスの捕虜が多すぎたのでキャリクファーガスまで連行するのにホワイトヘヴンにあるスノー船を使った。 一方イギリスの死傷者は取るに足らないほどに少なく、アイオロスは死者4名、負傷15名、パラスは死者1名、負傷5名、ブリリアントは負傷11名だった。
エリオットはフランス士官30人をプリマスへ連行した一方、それ以外のフランス捕虜はラムジー、続いて3月2日にベルファストまで連れていかれた。5月10日、捕虜たちは釈放され、フランスへ送還された。勝利した3人の艦長にはアイルランド議会より全会一致で謝意を表され、拿捕されたブロンドとテルプシコールはイギリス海軍に組み入れられた。
テュローはカークメイデンでサー・ウィリアム・マクスウェルにより正式な軍令に則って埋葬された。画家のリチャード・ライトは戦闘を目にして絵画を描き、版画として作成する。戦闘に関するバラードが創作され、聖職者のジョン・フランシス・デュランによりテュローの伝記が6月に出版された。